# Comandante Kraken
El Comandante Kraken es un personaje ficticio que aparece en los cómics estadounidenses publicados por Marvel Comics.

## Historial de publicaciones
El Comandante Kraken apareció por primera vez en Sub-Mariner # 27 (julio de 1970), y fue creado por Roy Thomas y Sal Buscema. El personaje fue asesinado más tarde por el Azote del Inframundo en Capitán América # 319 (julio de 1986).

## Biografía del personaje ficticio
El Comandante Kraken era un pirata de estilo moderno que luchó contra Namor el Submarinero. Namor usó el Kraken, un pulpo gigantesco, para derrotar a su enemigo. Después de un encuentro con La Gata, más tarde reaparece con un aspecto muy modificado, se somete a una cirugía plástica y adquiere una pata de clavija accionada por cohete y una espada electrificada.
En el número 121 de Daredevil (que tiene lugar después de la aparición del personaje en The Cat y antes de su aspecto y apariencia renovados en Iron Man), se revela que el Comandante Kraken es el jefe de la división naval de HYDRA. Pero esta es la única vez que se menciona al personaje como asociado con ese grupo terrorista. En 2009, Marvel crearía un nuevo personaje simplemente llamado
Kraken que sería una parte integral de las operaciones de Hydra.
Más tarde, el Comandante Kraken fue invitado a una reunión organizada por Gary Gilbert, quien quería discutir contramedidas contra la amenaza del Azote del Inframundo, en el "Bar Sin Nombre". Kraken asistió y fue asesinado a tiros junto con todos los demás criminales presentes por el mismo Azote, que se había infiltrado en la reunión como el camarero.
El Comandante Kraken se encuentra entre los personajes muertos vistos en Érebo cuando Hércules viaja al inframundo. Aquí, había vuelto a su aspecto original desde su primera aparición. Más tarde fue visto como miembro del jurado de Plutón (junto a Abominación, Hombre Tigre sin brazos, Artume, Barón Heinrich Zemo, Iron Monger, Jack O'Lantern, Kyknos, Nessus, Orka, Azote del Inframundo y Veranke) en el juicio de Zeus.

## Poderes y habilidades
El Comandante Kraken tenía un gancho en la mano izquierda capaz de emitir una descarga eléctrica, que luego fue reemplazado por una mano biónica funcional. Su pierna izquierda también era biónica, y le permitió volar. Su electro-espada era capaz de disparar electricidad y podía reflejar ataques de fuerza y energía.
El Comandante Kraken usó originalmente enormes submarinos en forma de calamar que llamó "Barcos de calamar" para sus conquistas piratas. Cuando renovó su aspecto en 1976, su vehículo de elección fue un bergantín llamado "El albatros". Este viejo barco pirata podría transformarse en un elegante submarino dorado de alta potencia.